# Blues rock
El blues rock es un género musical que combina elementos del blues y del rock, enfatizando en la utilización de la guitarra eléctrica. Este género se desarrolló en Inglaterra y en Estados Unidos a mediados de la década de 1960 por grupos musicales como The Rolling Stones, Cream, Blue Cheer, The Beatles, The Yardbirds, The Jimi Hendrix Experience y The Doors, los cuales experimentaron e innovaron a partir de la música de intérpretes de blues como Elmore James, Howlin' Wolf, Albert King, B. B. King, y Muddy Waters.

## Historia
A pesar de que tanto el blues como el rock han compartido características comunes a través de la historia, el blues rock es un género distinto cuyo nacimiento se remonta a la década de 1960. Este género, originariamente británico, se desarrolló con la formación de grupos musicales por parte de artistas como Alexis Korner y John Mayall, grupos que desempeñaron un papel formativo en intérpretes, o grupos musicales, como Free, Savoy Brown y las formaciones iniciales de Fleetwood Mac; intérpretes estadounidenses como Johnny Winter, Paul Butterfield y Canned Heat también fueron pioneros en este género. Jimi Hendrix, con su estilo musical revolucionario e innovador a la hora de interpretar blues eléctrico, y especialmente su disco "Band Of Gypsys", influyeron notablemente en el desarrollo del blues rock.
The Rolling Stones influyeron mucho en este género ya que al principio de su carrera todos sus álbumes eran Blues Rock.
Eric Clapton fue otro artista que ayudó al desarrollo de este género musical, a través de sus colaboraciones (en las décadas de 1960 y 1970) con John Mayall, The Yardbirds, los supergrupos Blind Faith, Cream, Derek and the Dominos y su extensa carrera musical como intérprete en solitario.
En los últimos años de la década de 1960, Jeff Beck, otro de los componentes de The Yardbirds, evolucionó el concepto de blues rock en una forma de rock heavy, mediante una serie de conciertos con su grupo, The Jeff Beck Group, en los Estados Unidos. Jimmy Page, componente de The Yardbirds, dejó el grupo para formar "Los nuevos Yardbirds", grupo que pasaría a llamarse Led Zeppelin y que desempeñaría un papel importante en la escena musical del blues rock de la década de 1970 junto con Queen. Otros intérpretes británicos destacados del blues rock incluyen a Rory Gallagher (el cual es irlandés) y Robin Trower. Por su parte, en Estados Unidos los californianos Blue Cheer desarrollarían un blues duro y contundente en su primer álbum que sirve de puente entre el blues rock y el rock duro, y muestra la conexión entre el blues y el heavy metal. Podemos citar también a la canción Yer Blues de The Beatles, la cual es una gran interpretación del blues rock, que además le otorgó al grupo otro género de música interpretado por ellos, además de la gran cantidad que ya tenían.
A principios de la década de 1970, el blues rock estadounidense incluía géneros musicales como el rock sureño y el rock duro, los cuales eran interpretados por grupos musicales como Aerosmith, Allman Brothers Band, James Gang, Fabulous Thunderbirds, Foghat, ZZ Top y Lynyrd Skynyrd mientras que la escena musical británica se centraba en la innovación del heavy metal. El blues rock resurgió en los primeros años de la década de 1990, continuando hasta nuestros días, con las interpretaciones de John Mayer, Slash, Richie Kotzen, The White Stripes, The Black Keys, The Muggs, The Jon Spencer Blues Explosion, Silvertide y Joe Bonamassa.
Los australianos AC/DC influyeron en el blues rock, mezclando canciones de rock duro con blues, cómo se puede apreciar en canciones como The Jack o Ride On.

## Características musicales
El blues rock se caracteriza por la improvisación musical bluesera, la utilización de patrones de doce compases, jam sessions centradas en la guitarra eléctrica y riffs más potentes que los caracterizados en el género musical tradicional chicago blues; así mismo, este género suele interpretarse en un tiempo rápido, distinguiéndose de esta manera del blues.
De manera paralela fue de máxima influencia en la escena psicodélica de finales de los 60, como se puede apreciar en los grupos de blues rock de la época quienes al practicar su estilo con el peculiar fenómeno se denominaron rock ácido, con improvisaciones de hasta 20 minutos por canción en sus presentaciones.

### Instrumentación
Los instrumentos principales del blues rock son la guitarra eléctrica, bajo y batería; la voz suele ser un elemento central, aunque la gran cantidad de canciones instrumentales en este género indican que la voz no siempre es un elemento de importancia en las mismas. También suelen utilizarse ocasionalmente instrumentos como el piano y el órgano Hammond. El sonido de la guitarra suele estar caracterizado por la distorsión, siendo habitual la utilización de dos guitarras, desempeñando una de ellas el rol de guitarra principal y la otra el rol de acompañamiento.

### Estructura
Las composiciones de blues rock suelen seguir la estructura típica de doce compases del blues, introduciendo ligeras modificaciones en dicha estructura, como puede comprobarse en la canción de Allman Brothers Band "Stormy Monday", la cual sigue el patrón general de doce compases pero con alteraciones en los acordes:
Sol9 | Sol9 | Sol9 | Sol9 | Sol9 | Sol9 | Sol9 / La menor7 | Si menor7 / Si bemol7 | La menor7 | La bemol mayor7 | Sol9 / Do9 | Sol9 / Re aumentado
en vez de la típica progresión de acordes
Sol | Do | Sol | Sol | Do | Do | Sol | Sol | Re | Do | Sol | Sol / Re
En dichas progresiones de acordes suele haber repeticiones, a pesar de que en algunas canciones existe una sección de la misma interpretada en "Si". La parte principal de dichas progresiones suelen ser notas mayores, o menores (como en la técnica común de la escala pentatónica con notas blues, técnica utilizada en la mayor parte de las canciones de Albert King).
Un ejemplo clásico de blues rock corresponde a la canción de Cream "Crossroads", la cual es una adaptación de las canciones de Robert Johnson "Cross Road Blues" y "Traveling Riverside Blues"; dicha adaptación fusiona los estilos musicales y líricos de blues con el tempo y los solos de guitarra del blues rock.